# الأنصار (الحزب الشيوعي العراقي)
الأنصار، وهو الجناح شبه العسكري للحزب الشيوعي العراقي، كان نشطًا بين عامي 1979 و1988، حيث تمركزت قواعده بشكل أساسي في المناطق الجبلية من شمال العراق. خاض مقاتلوه عمليات كرّ وفرّ ضد القوات الحكومية، مستفيدين من التضاريس الوعرة والدعم الشعبي المحدود في بعض المناطق، كما لعبوا دورًا في مقاومة القمع الذي مارسه نظام حزب البعث ضد المعارضين السياسيين.

## المرحلة المبكرة

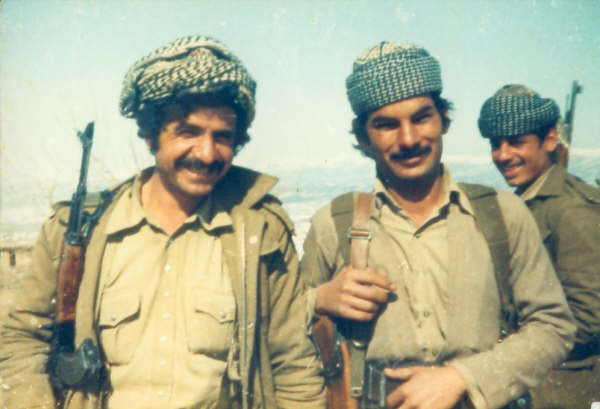
اعضاء لحركة في السليمانية

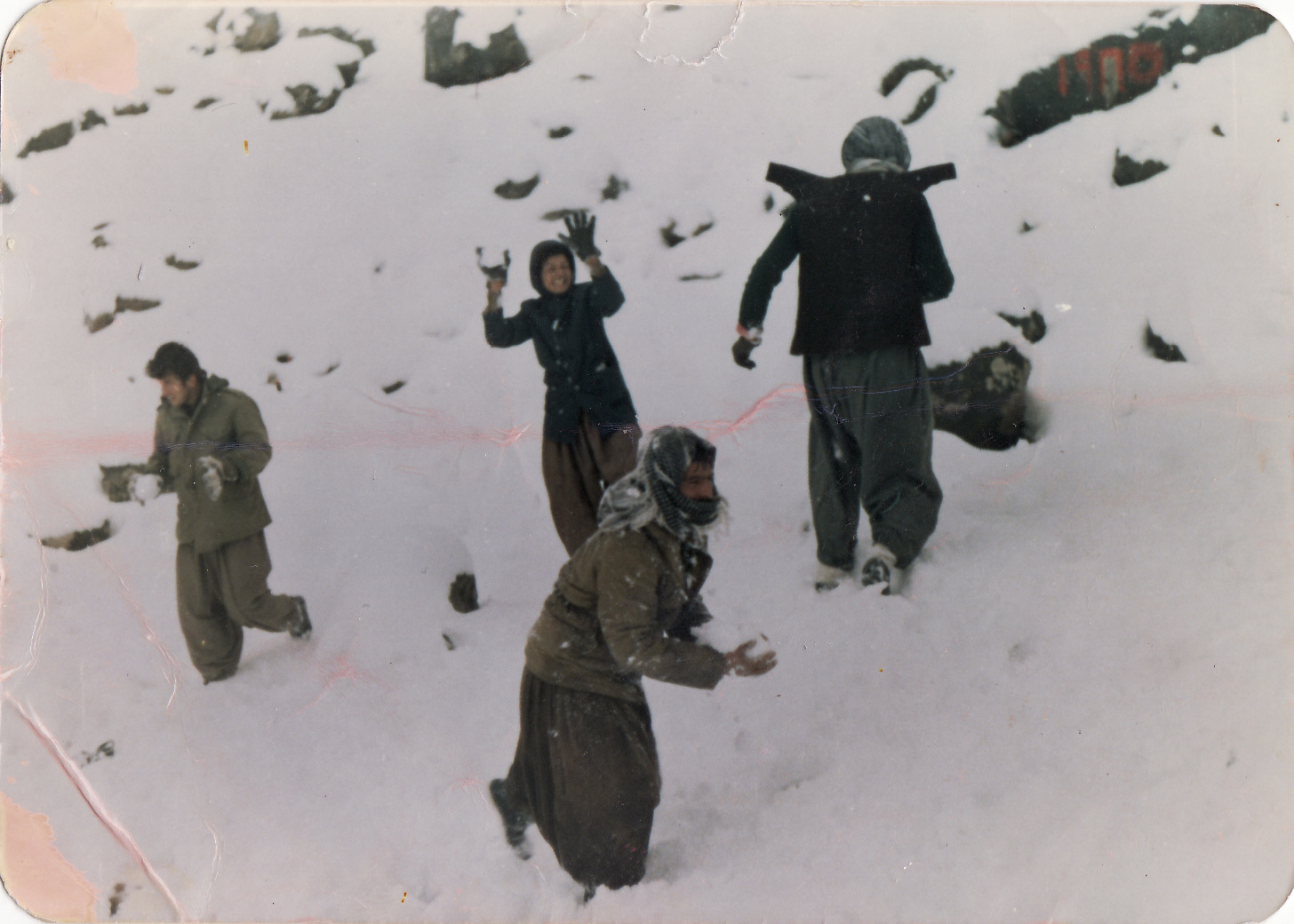
صورة لاعضاء الحركة يلعبون بالثلج

عندما انتهى التحالف بين الحزب الشيوعي العراقي وحزب البعث العراقي، تلت ذلك موجة من القمع القاسي ضد الشيوعيين, خاصة بعد أن تحوّل “الجبهة الوطنية والقومية التقدمية” التي جمعت الحزبين في 1973 إلى غطاء مؤقت استخدمه حزب البعث لترسيخ حكمهم ثم التخلص من الشركاء. في عام 1977 شن النظام حملة قمع ضد الشيوعيين. فر عدد من الكوادر الحزب إلى المناطق الكردية في شمال العراق هربًا من الاعتقال. بحلول يناير/كانون الثاني 1979، أسس الشيوعيون المنفيون وحدات قتالية سيمت (الأنصار). بحلول أبريل 1979، كانت حركة الأنصار فاعلة. تم إنشاء مقرات الوحدات الحزبية في كركوك والسليمانية ، وتم إنشاء قواعد في أربيل . وفي وقت لاحق، تم إنشاء قواعد أيضًا في دهوك ونينوى . ومع ذلك، فقد تم انشاء حركة الأنصار دون موافقة كاملة من المكتب السياسي للحزب .
في اليمن الجنوبي ، بدأ عدد من الأنصار تدريبهم العسكري قبل الانضمام إلى حرب العصابات في شمال العراق. وقد أشرفت حكومة اليمن الديمقراطي على التدريب. 

## الحزب الشيوعي يتبنى الكفاح المسلح

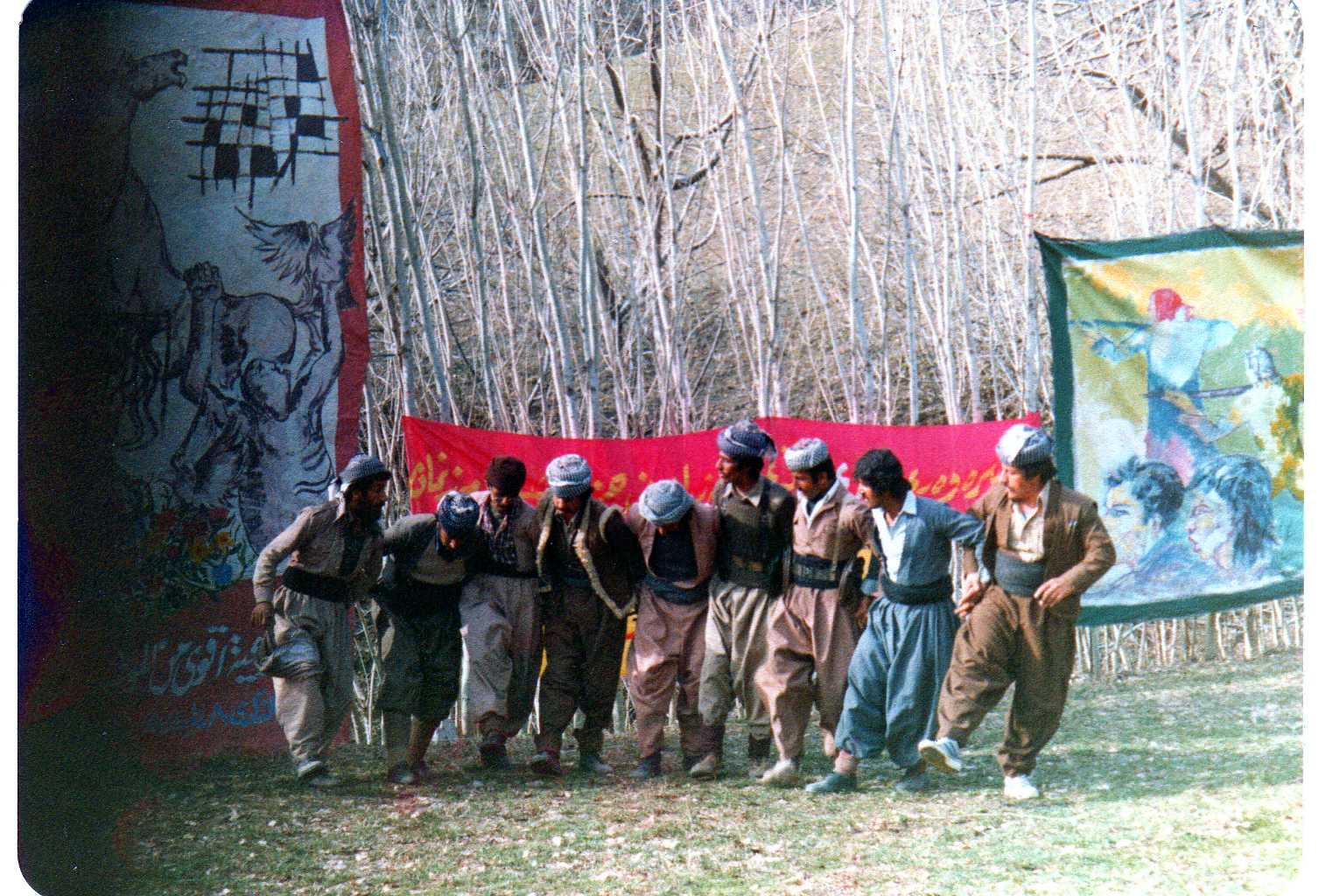
صورة لفعاليات الثقافية في معسكرات الحركة

في عام 1980، صدرت صحيفتان حزبيتان باللغة العربية، نهج الأنصار ، والكردية، ريبازي بيشمركة . وفي نوفمبر/تشرين الثاني 1981، اعتمد الحزب الشيوعي رسميًا الكفاح المسلح كخط نضالي للحزب، وأنشأ مكتبًا عسكريًا مركزيًا كقيادة موحدة لقيادة الحركة الحزبية. وبحلول ذلك الوقت، كانت القوات الحزبية تعمل في جميع أنحاء شمال العراق.
في عام 1982، عُقد مجلس عسكري مركزي سرّي، حضره الأمين العام للحزب الشيوعي والمكتب السياسي وقادة الفصائل. وضع المجلس الخط الاستراتيجي العام للكفاح المسلح. وبحلول ذلك الوقت، تم اعتماد هيكل قيادة لامركزي، مما مكّن قوات الفصائل من مرونة أكبر في مواجهاتها مع القوات الحكومية العراقية.

## مذبحة بشات آشان
أبرم الحزب الشيوعي صفقة مع الاتحاد الوطني الكردستاني (PUK)، أحد الفصيلين الكرديين الرئيسيين. ومع ذلك، بعد أسبوعين فقط من الصفقة مع الاتحاد الوطني الكردستاني، حول الحزب الشيوعي تحالفاته إلى الخصم اللدود للاتحاد الوطني الكردستاني، الحزب الديمقراطي الكردستاني (KDP). كان الدافع وراء هذا التحول في التحالف هو استعداد الاتحاد الوطني الكردستاني للتوصل إلى اتفاق مع حكومة صدام حسين . وكانت النتيجة المباشرة لهذا التحول هي وضع الأنصار في خط النار بين الفصائل الكردية المتحاربة. في مايو/ايار 1983، دخلت قوات الأنصار منطقة بشات آشان، وهي منطقة ادعى كل من الاتحاد الوطني الكردستاني والحزب الديمقراطي الكردستاني أنها جزء من مجال نفوذهما. هاجمت قوات الاتحاد الوطني الكردستاني مقر الحزب الشيوعي، وقتلت 150 من مقاتلي الأنصار وأعضاء آخرين في الحزب الشيوعي.  دمرت قوات الاتحاد الوطني الكردستاني محطة إذاعية يديرها الحزب الشيوعي. كما استولت قوات الاتحاد الوطني الكردستاني على ذخائر وإمدادات غذائية من الأنصار . أسر الاتحاد الوطني الكردستاني عددًا من أعضاء الحزب الشيوعي، بمن فيهم أعضاء المكتب السياسي للحزب. بعد الهجوم، لم تعد جماعة الأنصار قوة فعّالة.
داخل الحزب الشيوعي العراقي - القيادة المركزية (وهي جماعة منشقة عارضت التحالف بين الحزب الشيوعي العراقي وحزب البعث )، زعمت قيادة الحزب الشيوعي أن مذبحة بشّت آشان كانت مُدبّرة عمدًا. ووفقًا لهذه الرواية، كانت قيادة الحزب الشيوعي ستستغل عمليات القتل لإقصاء القوى المعارضة داخل الحزب (التي دعت إلى عقد مؤتمر حزبي جديد).

## نهاية الحركة
بعد مذبحة بشت آشان ، في يونيو/حزيران 1987، تعرضت الحركة لانتكاسة جديدة، حيث قُتل 150 مقاتلاً آخرين.وأشار التقرير المقدم إلى المؤتمر السادس للحزب الشيوعي العراقي عام 1998 إلى أن الارتباك بين المكتب السياسي والقوات المحلية كان سبب الهزيمة.
قرر اجتماع اللجنة المركزية للحزب الشيوعي العراقي في يونيو/حزيران -يوليو/تموز 1987 تولي الأنصار قيادة الجناح الكردي في الحزب بعد فشل الجناح العربي في قيادته. ومع ذلك، بحلول ذلك الوقت، كانت حركة الأنصار قد اندثرت إلى حد كبير. ووفقًا لتقديرات الحزب الشيوعي العراقي، قُتل حوالي 1200 من الأنصار خلال تسع سنوات من الكفاح المسلح. 

## جمعية المحاربين القدامى الخاصة بالحزب
في عام 2004، تأسست منظمةٌ لقدامى مناصري الأنصار، جمعيةُ الحزب الشيوعي العراقي، في مؤتمرٍ عُقد في جنوب السويد . وللجمعية فروعٌ في العراق وفي المنفى. 